# Richard (prénom)
Pour les articles homonymes, voir Richard.
Cette page présente le prénom Richard ainsi que ses variantes.

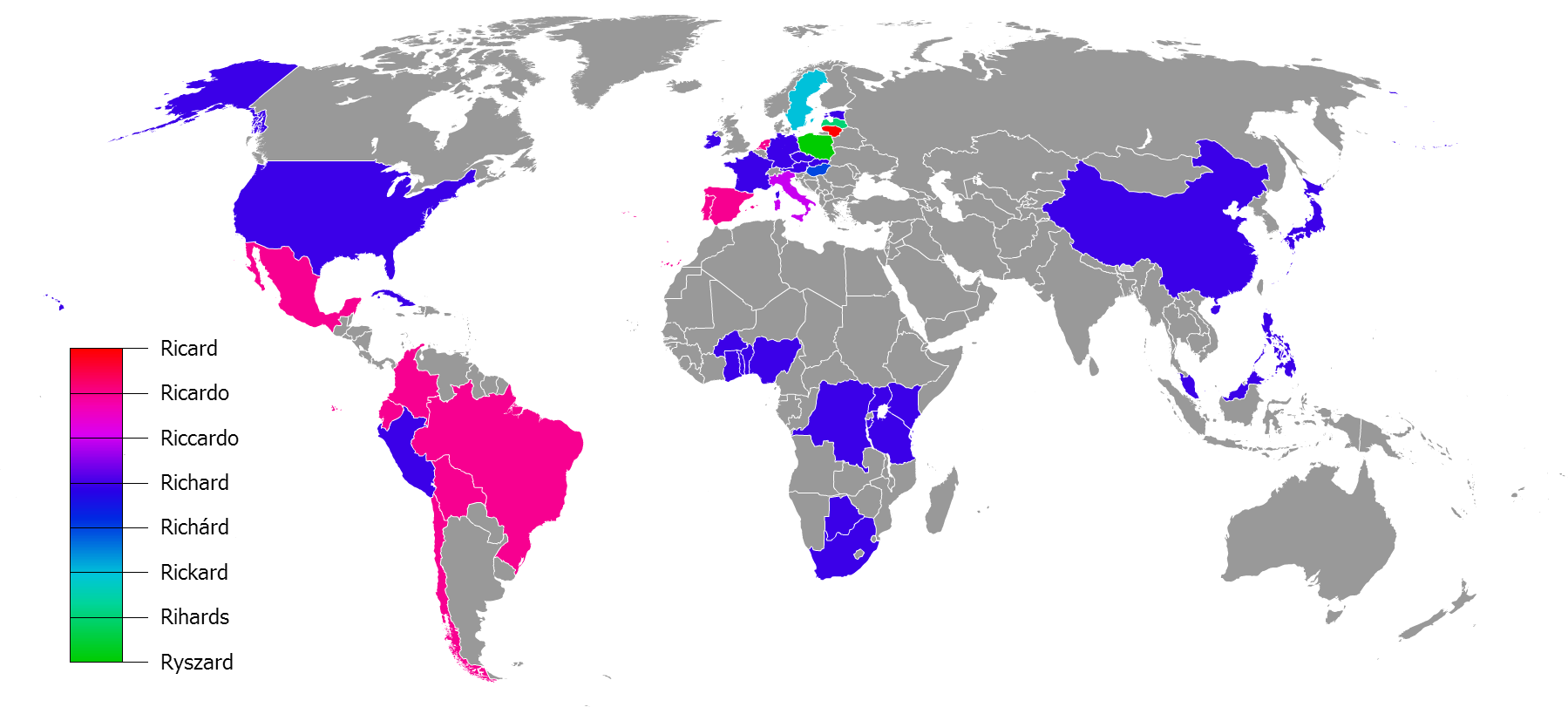
Carte de la popularité du prénom Richard comparément à ses variantes

Richard est un prénom masculin d'origine germanique, fréquemment attesté en France. 

## Sens et origine
Richard provient de l'anthroponyme germanique *Rīkaharduz, composé des deux éléments *rīkô (« commandant ») et *harduz (« fort »).

## Variantes linguistiques
En français, les variantes les plus fréquentes (bien que relativement rares) sont Dick, Ricard, Ricardo, Riccardo et les formes féminines Richarde et Richardine .
- allemand : Richard
- anglais : Richard
- arabe : ريتشارد (Rytšārd)
- arménien :
  - Հռիքարտոս (Hṙikartos),
  - Ռիչարդ (Ṙičard)
- basque : Rikard
- breton : Richarzh
- catalan : Ricard
- chinois : 理查德 (Lǐchádé)
- coréen : 리차드 (Richadeu)
- cornique : Richard
- espagnol : Ricardo
- espéranto : Rikardo
- estonien : Richard
- finnois : Rikhard
- gaélique écossais : Ruiseart
- gaélique irlandais : Risteárd
- gallois : Rhisiart
- géorgien : რიჩარდ (Rič'ard)
- grec moderne : Ριχάρδος (Rikhárdhos)
- hébreu : ריצ'רד (Ryṣ'rd)
- hongrois : Richárd
- islandais : Ríkharður
- italien : Riccardo
- letton : Ričards
- lituanien : Ričardas
- japonais :
  - リチャード (Richādo) (pour le prénom anglais),
  - リシャール (Rishāru) (pour le prénom français),
  - リッヒャルト (Rihhyaruto) (pour le prénom allemand)
- langues sames : Rikkar
- latin : Richardus
- néerlandais : Richard
- occitan : Ricard
- persan : ریچارد (Ryčārd)
- poitevin : Rigard
- polonais : Ryszard
- portugais : Ricardo
- roumain :  Riciard, Riciardu
- russe :
  - Ричард (Ritchard) (pour le prénom anglais),
  - Ришар (Richar) (pour le prénom français),
  - Рихард (Rikhard) (pour le prénom allemand)
- slovaque : Richard
- slovène : Rihard
- suédois : Rikard
- tchèque : Richard
- ukrainien :  Річард (Ritchard)

## Popularité
Le prénom Richard (tel quel) est très populaire aux États-Unis, au Royaume-Uni ainsi que dans le monde anglophone en général. Dans le monde francophone, c'est au Québec que Richard connaît sa plus grande diffusion ; en France, ce prénom connut une relative popularité des années 1950 aux années 1970, sans atteindre cependant les pourcentages élevés américains.

## Personnalités portant ce prénom
Pour les articles sur les personnes portant ce prénom, consulter la liste générée automatiquement.

### Personnalités chrétiennes
- Voir Saint Richard
- Richard (évêque d'Avranches)
- Richard (évêque de Langres).
- Richard (premier abbé de Fountains) (décédé en 1139), un bénédictin et cistercien anglais ;
- Richard de Gloucester (évêque de Bayeux) (début XIIe siècle, France ;
- Richard (III), évêque de Bayeux (XIIe siècle), France ;
- Richard (évêque des îles), évêque des îles de la fin du XIIIe siècle, Écosse ;

### Souverains

#### Rois d'Angleterre
- Richard Ier d'Angleterre, dit « Richard Cœur de Lion ».
- Richard II d'Angleterre.
- Richard III d'Angleterre.

#### Ducs de Normandie
- Richard Ier de Normandie.
- Richard II de Normandie.
- Richard III de Normandie.
- Richard IV de Normandie dit Cœur de lion

#### Autres souverains
- Richard de Cornouailles

#### Princes
- Richard d'York
- Richard Ier d'Aversa
- Richard, 4ème Prince de Sayn-Wittgenstein-Berleburg (1882-1925), dans l'Allemagne actuelle ;

## Autres personnalités
- Richard Darbois (né en 1951), acteur franco-canadien, spécialisé dans le doublage ;
- Richard (vicomte de Rouen), vicomte normand vers 1015-vers 1030 ;
- Richard d'Évreux (mort en 1067), un aristocrate normand ;
- Richard de Mandra (mort vers 1170), un noble normand ;
- Richard d'Acerra (mort en 1196), un noble italo-normand ;
- Richard (Doyen d'Armagh), début du XIIIe siècle Doyen d'Armagh, Irlande ;
- Richard Candido Coelho (né en 1994), connu simplement sous le nom de Richard, un footballeur brésilien.
- Richard Roundtree (1942-2023), acteur américain.
- Richard Chamberlain (1934-2025), acteur américain.
- Richard Madden (1986-), acteur écossais.
- Richard Berry (né en 1950), acteur français.